# تاما-کو، کاواساکی
تاما (به لاتین: Tama-ku) یک منطقهٔ مسکونی در ژاپن است که در کاواساکی، کاناگاوا واقع شده‌است. تاما ۲۰٫۴۹ کیلومتر مربع مساحت و ۲۱۱٬۲۲۱ نفر جمعیت دارد.